# Carl Friedrich Gauss
Johann Carl Friedrich Gauss (nemško Gauß), nemški matematik, astronom, fizik in geodet, * 30. april 1777, Braunschweig, Nemčija, † 23. februar 1855, Göttingen, Nemčija.

## Življenje in delo

### Mladost
Gaussova družina je bila revna. Starša nista imela nobene izobrazbe. Bil je edini otrok vrtnarja, zidarskega mojstra in dninarja. Oče je pozneje vodil računovodstvo nekemu trgovcu. Mati je bila iz kamnoseške družine in je pred poroko služila kot dekla.
Že kot otrok je veljal za matematično čudo. Imel je izreden spomin in sposobnost za računanje na pamet. Ljudje s temi sposobnostmi so velikokrat umsko zgolj povprečni, toda Gauss je bil nedvomno genij. Kot čudežni otrok je že trileten popravljal očetove seštevke računov za razdelitev plač in je vse življenje držal v glavi na kupe raznih številskih podatkov. Nekateri ga prištevajo med tri največje matematike vseh časov; druga dva naj bi bila Arhimed in Newton. Sodobniki so ga imenovali »prvak matematikov« (princeps mathematicorum).
Imel je srečo, da je nanj postal pozoren učitelj v šoli in zanj celo preskrbel posebno računico, ker je običajno snov Gauss takoj obvladal. Njegova nadarjenost ni bila skrita in deželni knez, braunšvinški vojvoda Ferdinand, mu je omogočil šolanje. To za čas prosvetljenega absolutizma ni bilo tako nenavadno. Zanimivo pa je, da je Gauss dobival iz tega vira podporo vse do svojega 30. leta, in to tudi v časih, ko je bila deželna blagajna skoraj prazna.
Znana zgodba pravi, da je v osnovni šoli njegov učitelj Büttner hotel zamotiti učence in jim dal nalogo naj seštejejo cela števila od 1 do 100. Mladi Gauss je prišel do rešitve v trenutku v začudenje učitelju in njegovemu pomočniku Bartelsu. Gauss je uvidel, da so vsote paroma členov z nasprotnega konca zaporedja enake vmesnim vsotam: 1 + 100 = 101, 2 + 99 = 101, 3 + 98 = 101, kar da končno vsoto 50 · 101 = 5050. J. Rotman v svoji knjigi A first course in Abstract Algebra navaja, da tej zgodbi ne verjame. Vsoto prvih sto naravnih števil je poznal že al-Haitam.
Leta 1792 je kot 15-leten zapisal:
{\displaystyle p\;{\hbox{pod}}\;\;\xi \,(=\infty ){\frac {\xi }{{\hbox{l}}\,\xi }}\!\,.}
Če »p pod ξ« nadomestimo z enakovredno vrednostjo π (ξ), znak lξ z ln ξ in {\displaystyle (=\infty )} z besedilom  za velike ξ, dobimo njegovo mladostno oceno za aritmetično funkcijo π (ξ), število praštevil:
{\displaystyle \pi (\xi )\cong {\frac {\xi }{\ln \xi }}\quad {\hbox{za velike}}\;\;\xi \!\,,}
z deljenjem s ξ pa obliko praštevilskega izreka. Očitno je mladi Gauss že razumel to lastnost praštevil, zakaj pa je ni razvil, najverjetneje ne bomo nikoli izvedeli. Pozneje je domneval, da velja:
{\displaystyle \pi (\xi )\cong \int _{2}^{\xi }{\frac {\mathrm {d} t}{\log t}}\!\,.}
Te ocene so pozneje dali tudi Čebišov in drugi.

### Študij
Po končanem kolegiju na Karolinški višji šoli je Gauss 18-leten odšel na univerzo v bližnji Göttingen. V treh letih njegovega šolanja na tej šoli so profesorji morali priznati, da jih je pustil v znanju daleč zadaj. Nekaj časa je nihal med študijem matematike in filologije, saj je bil zelo nadarjen tudi za jezike. V tem času je očitno začel z intenzivnim matematičnim raziskovanjem in kmalu prišel do zelo globokih rezultatov. Leta 1795 je neodvisno od Eulerja odkril kvadratni recipročnostni zakon v teoriji števil:
{\displaystyle x^{2}\;{\hbox{mod}}\;p=q\!\,.}

### Raziskovanje v matematiki
Po več letih študija v Göttingenu se je leta 1798 vrnil v rodni Braunschweig. Po želji svojega pokrovitelja je poslal Univerzi v Helmstadtu disertacijo in v odsotnosti dobil doktorski naslov. V disertaciji je podal dokaz osnovnega izreka algebre, ki pravi, da ima vsak nekonstanten polinom s kompleksnimi koeficienti vsaj eno kompleksno ničlo. Pozneje je izdelal še več dokazov tega izreka. Korenine samega izreka segajo do Alberta Girarda, založnika Stevinovih del Invention nouvelle en algebre iz leta 1626, leta 1746 pa ga je d'Alembert skušal dokazati. Gaussu je bil ta izrek všeč in je pozneje podal še dva dokaza, a leta 1846 se je vrnil na svoj prvi dokaz. Pri tretjem dokazu leta 1816 je uporabil kompleksne integrale. Iz njega je razvidno, kako zgodaj je Gauss obvladal teorijo kompleksnih števil.
V Braunschweigu se je poročil in dobil hčerko in sina. Pisati je začel svojo prvo knjigo, Disquisitiones arithmeticae, svoj magnum opus, in jo dokončal leta 1798, vendar je izšla leta 1801. Pisana je bila v latinščini in jo še danes ponatiskujejo. Vsebovala je izredno pomembne rezultate iz teorije števil in algebre. V Disquisitiones arithmeticae je Gauss zbral vsa mojstrska dela svojih predhodnikov iz teorije števil in ga tako obogatil, da imajo nekateri izdajo te knjige za začetek sodobne teorije števil. Gaussova praštevila so števila oblike {\displaystyle 2^{n}+1} pri celem n. Osrednje mesto v knjigi zavzema teorija kvadratnih kongruenc, form in ostankov, višek pa doseže z zakonom o kvadratnih ostankih, to je z izrekom, imenovanim theorema aureum, ki ga je Gauss prvi v celoti dokazal. Gaussa je ta izrek prav tako navdušil kot osnovni izrek algebre in je pozneje objavil še pet dokazov, enega pa so našli med njegovimi papirji po smrti.
Knjiga obsega tudi Gaussova proučevanja krožne delitve ali z drugimi besedami proučevanja korenov enačbe {\displaystyle x^{n}=1}. Tako je leta 1796 prišel do znamenitega izreka, ki trdi, da se dajo stranice pravilnega mnogokotnika s 17 stranicami konstruirati samo s šestilom in ravnilom, kar je presenetljiva razširitev grškega tipa geometrije. Do tedaj so mislili, da pravilnih mnogokotnikov z n = 7, 9, 11, 13, 19, 21 in večkratnikov tako ni mogoče narisati, niso pa znali tega dokazati. Gauss je tako odkril, da se dajo z ravnilom in šestilom narisati samo vsi tisti mnogokotniki s številom stranic {\displaystyle n=2^{k}} ali pa {\displaystyle n=2^{k}F_{1}F_{2}...F_{r}}, kjer so {\displaystyle F_{r}=2^{2^{r}}} med sabo različna Fermatova praštevila. Še ne 19-leten je tako našel rešitev znanega problema iz elementarne geometrije. Objavil ga je v 7., zadnjem delu svoje knjige. Prvih vseh nekaj pravilnih mnogokotnikov po Gaussu podaja razpredelnica:
| n | 3                              | 4                         | 5                              | 6                              | 8                         | 10                             | 12                             | 15                                  | 16                        | 17                             | 20                             | 24                             | 30                                  | 32                        | 34                             | 40                             | 48                             | 51                                  | 60                                  |
| - | ------------------------------ | ------------------------- | ------------------------------ | ------------------------------ | ------------------------- | ------------------------------ | ------------------------------ | ----------------------------------- | ------------------------- | ------------------------------ | ------------------------------ | ------------------------------ | ----------------------------------- | ------------------------- | ------------------------------ | ------------------------------ | ------------------------------ | ----------------------------------- | ----------------------------------- |
|   | {\displaystyle 2^{0}F_{0}\!\,} | {\displaystyle 2^{2}\!\,} | {\displaystyle 2^{0}F_{1}\!\,} | {\displaystyle 2^{1}F_{0}\!\,} | {\displaystyle 2^{3}\!\,} | {\displaystyle 2^{1}F_{1}\!\,} | {\displaystyle 2^{2}F_{0}\!\,} | {\displaystyle 2^{0}F_{0}F_{1}\!\,} | {\displaystyle 2^{4}\!\,} | {\displaystyle 2^{0}F_{2}\!\,} | {\displaystyle 2^{2}F_{1}\!\,} | {\displaystyle 2^{3}F_{0}\!\,} | {\displaystyle 2^{1}F_{0}F_{1}\!\,} | {\displaystyle 2^{5}\!\,} | {\displaystyle 2^{1}F_{2}\!\,} | {\displaystyle 2^{3}F_{1}\!\,} | {\displaystyle 2^{4}F_{0}\!\,} | {\displaystyle 2^{0}F_{0}F_{2}\!\,} | {\displaystyle 2^{2}F_{0}F_{1}\!\,} |

Obdobje med 1798 in 1807 je bilo, kot je razvidno iz njegovih pisem prijateljem, med najplodnejšimi in najsrečnejšimi v njegovem življenju. Že zelo mlad je užival mednarodno slavo. Dobil je vabilo, naj pride na dobro plačano mesto v Rusijo, ki je takrat velikopotezno najemala tuje strokovnjake. Vendar se je leta 1807, 30-leten raje odločil za mesto predstojnika astronomskega observatorija in profesorja na Univerzi v Göttingenu.
Pri vsem uspehu je imel tudi svoj delež nesreče. Kmalu po prihodu v Göttingen mu je po tretjem porodu umrla žena. Znova se je oženil in v drugem zakonu imel štiri otroke. V osebnem življenju pa še vedno ni imel sreče. Obe ženi sta mu umrli še mladi, od njegovih šestih otrok ga je preživel samo eden.
Precej časa je posvetil astronomiji. Že v mladosti pri 24. letih je leta 1801 postal slaven po določitvi tira asteroida Ceresa. Po njegovi metodi so lahko določili krivuljo gibanja iz treh bližnjih leg na tedaj pravkar odkritem asteroidu Ceres. Ta dobra metoda je tako omogočila, da ga je v naslednjem položaju 1. januarja 1801 v ozvezdju Bika in leta 1802 G. Piazzi v Palermu spet zasledil, saj ga je lahko opazoval le kratek čas, ko se je spet dovolj oddaljil od Sonca. Gauss je ta problem v celoti rešil. Pri tem je uporabil nekatere računske postopke, ki so bili prezahtevni za večino tedanjih astronomov. Dobil je enačbo osme stopnje. Ko so leta 1802 odkrili drugi asteroid, Palas, se je Gauss začel zanimati za sekularne motnje planetov. Leta 1809 je v delu Theoria motus corporum coelestium objavil svojo klasično metodo za izračun gibanja planetov. Iz tega področja je objavil še leta 1813 članek o privlačnosti splošnih elipsoidov, leta 1814 delo o mehanski kvadraturi in leta 1818 študijo o sekularnih motnjah. Iz tega časa je tudi njegov članek o hipergeometričnih vrstah iz leta 1812, ki je omogočil proučevanje mnogih funkcij z enega samega stališča. To je bilo prvo sistematično proučevanje konvergence vrst. Hipergeometrične funkcije so delne rešitve linearne navadne diferencialne enačbe 2. reda, hipergeometrične enačbe:
{\displaystyle x(1-x){\frac {\mathrm {d} ^{2}y}{\mathrm {d} x^{2}}}+(\gamma -(\alpha +\beta +1)x){\frac {\mathrm {d} y}{\mathrm {d} x}}-\alpha \beta y=0\!\,,}
če je γ od nič različen in ni celo negativno število. Enačba vsebuje večje število posebnih primerov. Na primer, za {\displaystyle \alpha =n+1}, {\displaystyle \beta =-n}, {\displaystyle \gamma =1} in {\displaystyle x=(1-z)/2}, da enačba Legendreovo enačbo 1. reda:
{\displaystyle (1-x^{2}){\frac {\mathrm {d} ^{2}y}{\mathrm {d} x^{2}}}-2x{\frac {\mathrm {d} y}{\mathrm {d} x}}+n(n+1)y=0\!\,.}
Hipergeometrične funkcije so definirane s hipergeometričnimi vrstami, ki so:
{\displaystyle \;_{0}F_{1}(\alpha ,x)=\sum _{i=0}^{\infty }{\frac {x^{i}}{(\alpha )_{i}i!}}\!\,,}
zapisane s Pochhammerjevimi simboli:
{\displaystyle (\alpha )_{n}={\frac {\Gamma (\alpha +n)}{\Gamma (\alpha )}}\!\,,}
Kummerjeva konfluentna hipergeometrična funkcija:
{\displaystyle \;_{1}F_{1}(\alpha ,\beta ,x)=\sum _{i=0}^{\infty }{\frac {(\alpha )_{i}x^{i}}{(\beta )_{i}i!}}\;,}
{\displaystyle \;_{2}F_{1}(\alpha ,\beta ,\gamma ,x)=\sum _{i=0}^{\infty }{\frac {(\alpha )_{i}(\beta )_{i}x^{i}}{(\gamma )_{i}i!}}\;{\hbox{ali}}}
{\displaystyle \;_{2}F_{1}(\alpha ,\beta ,\gamma ,x)=a_{o}\left(1+{\frac {\alpha \beta }{1!\,\gamma }}x+{\frac {\alpha (\alpha +1)\beta (\beta +1)}{2!\,\gamma (\gamma +1)}}x^{2}+{\frac {\alpha (\alpha +1)(\alpha +2)\beta (\beta +1)(\beta +2)}{3!\,\gamma (\gamma +1)(\gamma +2)}}x^{3}+\cdots \right)\!\,.}
Vrsta konvergira absolutno za {\displaystyle \|x\|<1}. Konvergenca za {\displaystyle x=1} in {\displaystyle x=-1} je odvisna od števila {\displaystyle \delta =\gamma -\alpha -\beta }. V prvem primeru za {\displaystyle x=1} vrsta absolutno konvergira, če je {\displaystyle \delta >0}, in divergira, če je {\displaystyle \delta \leq 0}. Pri {\displaystyle x=-1} vrsta absolutno konvergira, če je {\displaystyle \delta >0}, pogojno divergira, če je {\displaystyle -1<\delta \leq 0}, in nazadnje divergira, če je {\displaystyle \delta \leq -1}. Če je {\displaystyle 2-\gamma } različen od nič in od celega negativnega števila, je delna rešitev hipergeometrične enačbe:
{\displaystyle y={x^{1-y}}_{2}F_{1}(\alpha +1-\gamma ,\beta +1-\gamma ,2-\gamma ,x)\!\,.}
Če dobro izberemo a, b in g, hipergeometrična vrsta postane kakšna znana elementarna funkcija, na primer:
{\displaystyle {}_{2}F_{1}(1,\beta ,\beta ,x)={}_{2}F_{1}(\alpha ,1,\alpha ,x)={\frac {1}{1-x}}\!\,,}
{\displaystyle {}_{2}F_{1}(n,\beta ,\beta ,-x)=\left(1+x\right)^{n}\!\,,}
{\displaystyle {}_{2}F_{1}(1,1,2,-x)={\frac {\ln {(1+x)}}{x}}\!\,,}
{\displaystyle {}_{2}F_{1}\left({\frac {1}{2}},{\frac {1}{2}},{\frac {3}{2}},x\right)={\frac {\arcsin x}{x}}\!\,.}
Poseben primer je tudi konfluentna hipergeometrična funkcija, določena z integralom:
{\displaystyle U(\alpha ,\beta ,x)\equiv {}_{1}F_{1}(\alpha ,\beta ,x)={\frac {1}{\Gamma (\alpha )}}\int _{0}^{\infty }e^{-xt}t^{\alpha -1}\left(1+t\right)^{\beta -\alpha -1}\mathrm {d} t\!\,.}
Po letu 1820 se je začel dejavno zanimati za geodezijo. Več poletij zapovrstjo je preživel ob geodetskem merjenju dela severne Nemčije. Praktična uporaba trigonometrije, triangulacija je zahtevala pokritje celotnega območja z mrežo trikotnikov, tako da so bila oglišča vsakega od teh trikotnikov medsebojno vidna. Neposredno je bilo treba izmeriti le stranico enega od trikotnikov, nato pa meriti kote danih trikotnikov in računati. Pri tem je Gauss med drugim leta 1821, 1823 odkril tudi metodo najmanjših kvadratov, s katero izenačujemo podatke, ki smo jih nabrali z opazovanjem. Metoda pri ponovljenih merjenjih omogoča kar najbolj zmanjšati vpliv slučajnih napak. Bil je eden od odkriteljev in utemeljiteljev te metode, ki je v zvezi z verjetnostnim računom. Metodo najmanjših kvadratov sta proučevala že Legendre leta 1806 in Laplace. Znana je Gaussova normalna krivulja ali krivulja normalnega zakona porazdelitve napak, ki podaja gostoto verjetnosti pri normalni porazdelitvi verjetnosti:
{\displaystyle y=\varphi (x)={\frac {1}{\sigma {\sqrt {2\pi }}}}e^{-{\frac {x^{2}}{2\sigma ^{2}}}}\!\,.}
Gaussova porazdelitev verjetnosti ali normalna porazdelitev verjetnosti pri kateri je gostota verjetnosti zvezne slučajne spremenljivke x podana s funkcijo gostote:
{\displaystyle f(x)={\frac {1}{\sigma {\sqrt {2\pi }}}}e^{-{\frac {(x-a)^{2}}{2\sigma ^{2}}}}\!\,.}
kjer je a matematično upanje in {\displaystyle \sigma } standardna deviacija slučajne spremenljivke. Gaussov integral napak:
{\displaystyle \varphi (x)={\frac {1}{\sigma {\sqrt {2\pi }}}}\int _{-\infty }^{x}e^{-{\frac {t^{2}}{2\sigma ^{2}}}}\mathrm {d} t\!\,}
je porazdelitvena funkcija pri normalni porazdelitvi napak. Gaussov verjetnostni integral pa je funkcija določena kot:
{\displaystyle \Phi (x)={\frac {2}{\sqrt {2\pi }}}\int _{0}^{x}e^{-{\frac {t^{2}}{2}}}\mathrm {d} t\!\,,}
ki ga včasih pišemo tudi kot:
{\displaystyle \operatorname {erf} x={\frac {2}{\sqrt {\pi }}}\int _{0}^{x}e^{-t^{2}}\mathrm {d} t=\Phi (x{\sqrt {2}})\!\,.}
Posplošen Gaussov verjetnostni integral je integral oblike:
{\displaystyle \int _{-\infty }^{\infty }{\frac {\mathrm {d} x}{e^{x^{2}}}}={\sqrt {\pi }}\!\,.}
Gauss je sploh rad računal. Ob tem je nastal marsikateri teoretični rezultat. Mnogo je pripomogel k teoriji analitičnih funkcij in diferencialni geometriji, kakor tudi na vseh področjih uporabnih matematičnih disciplin, zlasti v teoretični in praktični geodeziji, s tem, da je meril dolžino poldnevniškega loka med Altono in Göttingenom ter odkril heliotrop (napravo, ki močno oddaljene predmete s pomočjo odbite Sončeve svetlobe napravi vidne). Geodetska merjenja so zahtevala mnogo več časa, kot so predvidevali. Pokrajina je bila marsikje ravna, nenaseljena (brez zvonikov, stolpov in podobnih daleč vidnih točk) in porasla z gozdom. Prijatelji so ga svarili, da izgublja preveč dragoceni čas, ki bi ga lahko porabil za teoretično delo. Vendar je ob delu na terenu tudi razmišljal. Svoje teoretične in praktične prispevke h geodeziji je strnil v dve knjižici, ki sta imeli izreden vpliv na razvoj te vede. Obenem je na podlagi te izkušnje leta 1827 nastalo pomembno delo o ploskvah (o ukrivljenosti, o razdalji na ploskvi) Disquisitiones generales circa superficies curvas, pristop, ki je popolnoma različen od Mongeovega. Tu so spet praktična razmišljanja, to pot s področja višje geodezije, tesno povezana s prefinjeno teoretično analizo. V tem delu se pojavi notranja geometrija ploskev, pri kateri je ločni element ds krivulje na ploskvi izražen s kvadratno diferencialno formo:
{\displaystyle \mathrm {d} s^{2}=E\,\mathrm {d} u^{2}+2F\,\mathrm {d} u\,\mathrm {d} v+G\,\mathrm {d} v^{2}\!\,,}
kjer sta {\displaystyle \mathrm {d} u} in {\displaystyle \mathrm {d} v} diferenciala krivočrtnih koordninat, koeficienti E, F in G pa:
{\displaystyle E=\left({\frac {\partial x}{\partial u}}\right)^{2}+\left({\frac {\partial y}{\partial u}}\right)^{2}+\left({\frac {\partial z}{\partial u}}\right)^{2}\!\,,\;\;}
{\displaystyle F={\frac {\partial x}{\partial u}}{\frac {\partial x}{\partial v}}+{\frac {\partial y}{\partial u}}{\frac {\partial y}{\partial v}}+{\frac {\partial z}{\partial u}}{\frac {\partial z}{\partial v}}\!\,,\;\;}
{\displaystyle G=\left({\frac {\partial x}{\partial v}}\right)^{2}+\left({\frac {\partial y}{\partial v}}\right)^{2}+\left({\frac {\partial z}{\partial v}}\right)^{2}\!\,.}
Višek je dosegel v izreku, imenovanem theorema egregium, ki trdi, da je celotna ukrivljenost ploskve odvisna samo od koeficientov E, F, in G in njihovih odvodov in je zato invarianta pri upogibanju. Gaussova ukrivljenost ploskve je:
{\displaystyle K={\frac {1}{R_{1}R_{2}}}\!\,,}
kjer sta {\displaystyle R_{1}} in {\displaystyle R_{2}} glavna krivinska polmera krivulje na ploskvi in ju dobimo kot korena kvadratne enačbe:
{\displaystyle (DD''-D'^{2})R^{2}-(ED''-2FD'+GD)R+(EG-F^{2})=0\!\,,}
kjer so D, {\displaystyle D'} in {\displaystyle D''} koeficienti druge kvadratne forme ploskve, določeni z:
{\displaystyle D={\frac {d}{\sqrt {EG-F^{2}}}}\;,D'={\frac {d'}{\sqrt {EG-F^{2}}}}\!\,,D''={\frac {d''}{\sqrt {EG-F^{2}}}}}
in d, {\displaystyle d'} in {\displaystyle d''} pa z:
{\displaystyle d={\begin{bmatrix}{\frac {\partial ^{2}x}{\partial u^{2}}}&{\frac {\partial ^{2}y}{\partial u^{2}}}&{\frac {\partial ^{2}z}{\partial u^{2}}}\\{\frac {\partial x}{\partial u}}&{\frac {\partial y}{\partial u}}&{\frac {\partial z}{\partial u}}\\{\frac {\partial x}{\partial v}}&{\frac {\partial y}{\partial v}}&{\frac {\partial z}{\partial v}}\end{bmatrix}}\;,\;\;d'={\begin{bmatrix}{\frac {\partial ^{2}x}{\partial u\partial v}}&{\frac {\partial ^{2}y}{\partial u\partial v}}&{\frac {\partial ^{2}z}{\partial u\partial v}}\\{\frac {\partial x}{\partial u}}&{\frac {\partial y}{\partial u}}&{\frac {\partial z}{\partial u}}\\{\frac {\partial x}{\partial v}}&{\frac {\partial y}{\partial v}}&{\frac {\partial z}{\partial v}}\end{bmatrix}}\;,\;\;d''={\begin{bmatrix}{\frac {\partial ^{2}x}{\partial v^{2}}}&{\frac {\partial ^{2}y}{\partial v^{2}}}&{\frac {\partial ^{2}z}{\partial v^{2}}}\\{\frac {\partial x}{\partial u}}&{\frac {\partial y}{\partial u}}&{\frac {\partial z}{\partial u}}\\{\frac {\partial x}{\partial v}}&{\frac {\partial y}{\partial v}}&{\frac {\partial z}{\partial v}}\end{bmatrix}}\;.}
Toda celo v tem času, ko je Gauss vso svojo dejavnost osredotočil na probleme iz geodezije, ni zanemaril svoje prve ljubezni, »kraljice matematike«, kajti v letih 1825 in 1831 je izšlo njegovo delo o bikvadratnih ostankih. To je bilo nadaljevanje njegove teorije o kvadratnih ostankih iz njegovega dela Disquisitiones arithmeticae, toda nadaljevanje z novo metodo, s teorijo kompleksnih števil. V razpravi iz 1831 ni podal samo algebre, ampak tudi aritmetiko kompleksnih števil. Pojavila se je nova teorija praštevil, pri kateri je 3 še vedno praštevilo, {\displaystyle 5=(1+2i)(1-2i)} pa nič več. Nova teorija kompleksnih števil je razjasnila več nejasnosti v aritmetiki, tako da je kvadratni recipročnostni zakon postal preprostejši kot pri realnih številih. V tem članku je Gauss za vedno odstranil misterij, ki je obdajal kompleksna števila, tako da jih je ponazoril s točkami v ravnini. Imel je zamisli o kvaternionih, ki jih je kasneje razvil Hamilton.
V numeričnem računanju je znana njegova Gaussova eliminacijska metoda. To je metoda za reševanje n linearnih enačb z n neznankami. Pri tej metodi prevedemo z eliminacijo ene neznanke sistem enačb v nov sistem n-1 enačb z n-1 neznanko. S postopno uporabo te metode dobimo na koncu eno linearno enačbo z eno neznanko, ki jo rešimo neposredno. Jasno je, da dobimo po tej metodi rešitev samo pri pogoju, da ta obstaja. Gauss je razvil nov postopek za izračun decimalk Ludolfovega števila π, po katerem so risali mreže kvadratov s stranicami dolžine 1 in na njih od nekega središča v oglišču enega kvadrata kroge z različno dolgimi polmeri. Pri tem so šteli kvadrate, ki so vsaj z enim ogliščem padli v načrtane kroge. Pri tem je opazil da z naraščanjem polmera krogov razmerje površine teh vseh kvadratov v notranjosti krogov in kvadratom polmerov krogov teži k vrednosti π. Kot rezultat tega postopka izhaja razpredelnica:
| n   | P       | {\displaystyle P(r)^{2}} |
| --- | ------- | ------------------------ |
| 10  | 317     | {\displaystyle 3,17}     |
| 20  | 1257    | {\displaystyle 3,1425}   |
| 30  | 2821    | {\displaystyle 3,1344}   |
| 100 | 31417   | {\displaystyle 3,1417}   |
| 200 | 1256290 | {\displaystyle 3,140725} |
| 300 | 2826963 | {\displaystyle 3,14107}  |

kjer je P(r) površina kvadratov v danem krogu z enim ogliščem in r polmer kroga. V limiti, ko r pobegne čez vse meje, vrednost {\displaystyle P(r)^{2}} teži k π. S to metodo so se ognili Arhimedovi mnogokotniški metodi, konvergence pa s tem niso pospešili. Leta 1844 je Dase dosegel 200 pravilnih decimalk π-ja in izboljšal Vegov rekord pod Gaussovim nadzorstvom z enačbo:
{\displaystyle \pi =4\left(\operatorname {arctg} {\frac {1}{2}}+\operatorname {arctg} {\frac {1}{5}}+\operatorname {arctg} {\frac {1}{8}}\right)\!\,.}
Znan je izrek Gaussa in Ostrogradskega (izrek o divergenci), s katerim prevedemo trojni integral v zaklopni ploskovni integral in obratno:
{\displaystyle \int \!\!\int \!\!\int _{V}\left({\frac {\partial P}{\partial x}}+{\frac {\partial Q}{\partial y}}+{\frac {\partial R}{\partial z}}\right)\mathrm {d} V=\int \!\!\int _{S}P\,\mathrm {d} y\,\mathrm {d} z+Q\,\mathrm {d} y\,\mathrm {d} x+R\,\mathrm {d} x\,\mathrm {d} y\!\,,}
če je S sklenjena usmerjena ploskev (pozitivna stran je zunanja), ki omejuje prostornino V, in P, Q, R funkcije treh spremenljivk, podane na enostavnem sovisnem območju, ki vključuje to ploskev. V vektorski analizi se izrek glasi:
{\displaystyle \oint _{\Sigma }\mathbf {V} \mathrm {d} \mathbf {S} =\int _{V}\nabla \cdot \mathbf {V} \mathrm {d} v\!\,}
ali:
{\displaystyle \oint \!\!\oint _{\partial \Sigma }\mathbf {V} \mathrm {d} \mathbf {S} =\int \!\!\int \!\!\int _{\Sigma }\nabla \times \mathbf {V} \mathrm {d} v\!\,.}
Gauss nikakor ni bil prepričan, da je evklidska geometrija zmeraj in povsod edino primerna za opisovanje okolja, v katerem živimo. Po njegovem bi bilo to treba šele preveriti. Je eden od utemeljiteljev neevklidske geometrije hkrati z Bolyaijem in Lobačevskim. Ker Gauss svojih odkritij na tem področju ni objavil, je prišlo do nekaterih neprijetnih zapletov v zvezi s prvenstvom. Vendar pa je pripomogel k priznanju dela Lobačevskega.
Do konca svojega življenja je ostal v Göttingenu. Predaval, po lastnih izjavah, ni posebno rad. To v času, ko je bil za mnoge študij precej neresna zadeva, niti ni bilo čudno. Kot pravijo, je postal proti koncu življenja skoraj nedostopna veličina, morda tudi iz zagrenjenosti zaradi nesreč in nesporazumov v družini. Zanimivo je, da se je kasneje izkazalo, da je očitno odkril in uporabljal nekatere zelo važne izreke iz kompleksne analize, pa tega ni nikoli objavil. Morda zato, ker je zmeraj poskušal svoje rezultate dati v javnost v dokončni, povsem zlikani obliki, pa ni imel časa za to.

### Raziskovanje v fiziki
Izkazal se je tudi v fiziki in matematični fiziki, zlasti v elektromagnetizmu z odkritjem magnetometra in električnega telegrafa 1833 do 1834, ko ga je začela privlačevati fizika. V tem času je opravil veliko eksperimentalnega dela s področja zemeljskega magnetizma. Sodeloval je pri prvem širšem prikazu zemeljskega magnetnega polja. Toda čas je našel tudi za izredno pomemben teoretičen dosežek, za teorijo sil, ki so obratno sorazmerne s kvadratom razdalje (Allgemeine Lehrätze, 1839, 1840). To je bil začetek potencialne teorije kot posebne veje matematike (Greenova razprava iz leta 1828 je bila v tem času praktično neznana). V tem delu je Gauss podal tudi strogi dokaz za mase s spremenljivo gostoto, ki vodi od Laplaceove enačbe {\displaystyle \nabla ^{2}\phi =0} do Poissonove enačbe {\displaystyle \nabla ^{2}\phi =-4\pi \rho }. Iz tega so sledila določena minimalna načela o prostorskih integralih, med katerimi prepoznamo Dirichletovo načelo. Za Gaussa je bil obstoj minimuma očiten. O tem so pozneje mnogo razpravljali, končno pa je to vprašanje rešil Hilbert.
Gaussova gravitacijska konstanta k je številčna vrednost gravitacijske konstante κ v Osončju.
V fiziki je znan tudi njegov Gaussov merski sestav. To je sestav enot, ki temelji na osnovnih enotah za dolžino, maso in čas: centimeter, gram, sekunda (sistem cgs).
Vse življenje so ga spremljale osebne nesreče in čeprav je bil bogat je umrl zagrenjen. Vsekakor pa bi težko našli človeka, ki bi bolj kot Gauss zaslužil vzdevek velikan znanosti. Delal je vse do svoje smrti. V poznejših letih se je vse več in več ukvarjal z uporabno matematiko. Toda njegove publikacije ne dajo prave slike o vsej njegovi veličini. Iz njegovih dnevnikov in nekaterih pisem vidimo, da je nekatere najgloblje misli zadržal zase. Zdaj vemo, da je Gauss že leta 1800 odkril eliptične funkcije in okoli leta 1816 obvladal neevklidsko geometrijo. O teh predmetih ni nikoli ničesar objavil, samo v nekaterih pismih prijateljem je izrazil svoje kritično stališče do poskusov, da bi dokazali Evklidov 5. postulat (aksiom o vzporednici). Kaže, da Gauss ni hotel javno razpravljati o spornih vprašanjih. V pismih je pisal o osah, ki bi mu tedaj letele okoli ušes, in o »vpitju Beočanov«, ki bi se slišalo, če bi razkril svoje skrivnosti.
Sam Gauss je dvomil o veljavnosti sprejete Kantove doktrine, po kateri je naša predstava o prostoru a priori evklidska. Zanj je bila realna geometrija prostora fizikalno dejstvo, ki ga je treba odkriti s poskusi. Na univerzi ga je za štiri leta do 1859 nasledil njegov učenec Dirichlet.
Gauss je pokopan na pokopališču Albanifriedhof. Od leta 1989 do konca 2001 je bil njegov portret in njegova krivulja normalne porazdelitve prikazan na bankovcu za 10 nemških mark.
G. Waldo Dunnington je bil dolgoletni Gaussov študent. O njem je napisal mnogo člankov in življenjepis Carl Friedrich Gauss: Velikan znanosti (Carl Frederick Gauss: Titan of Science).

## Priznanja

### Nagrade
Francoska akademija znanosti mu je leta 1910 podelila Lalandovo nagrado za njegove dosežke na področju astronomije.
Leta 1838 je za svoje znanstvene dosežke prejel Copleyjevo medaljo Kraljeve družbe iz Londona.

### Poimenovanja
Gauss (gavs) so njemu na čast poimenovali enoto za gostoto magnetnega polja v absolutnem elektromagnetnem sestavu.
Po njem se imenujejo:
- udarni krater Gauss na Luni
- asteroid 1001 Gaussia
- raziskovalni ladji Gauss
  - iz leta 1909 za raziskovanje antarktičnih področij v Gaussovi odpravi
  - iz leta 1980 nemškega Zveznega urada za pomorstvo in hidrografijo (BSH) iz Hamburga